# Кан ан Плен
Камб ан Плен (фр. Cambes-en-Plaine) насеље је и општина у северној Француској у региону Доња Нормандија, у департману Калвадос која припада префектури Кан.
По подацима из 2011. године у општини је живело 1368 становника, а густина насељености је износила 420,92 становника/km². Општина се простире на површини од 3,25 km². Налази се на средњој надморској висини од 55 метара (максималној 66 m, а минималној 47 m).

## Демографија
| 1962. | 1968. | 1975. | 1982. | 1990. | 1999. | 2011. |
| ----- | ----- | ----- | ----- | ----- | ----- | ----- |
| 301   | 332   | 309   | 792   | 972   | 1.493 | 1.368 |

График промене броја становника у току последњих година